# وزارة المالية (ليبيريا)
وزارة المالية هي وزارة حكومية في جمهورية ليبيريا. وزير المالية الحالي هو بويما كامارا، الذي تم تعيينه في يناير 2024. ويتم تعيين الوزير من قبل رئيس ليبيريا، بموافقة مجلس الشيوخ الليبيري.
تقع مكاتب الوزارة في شارع برود وميشلين في مونروفيا.

## روابط خارجية
- الموقع الرسمي